# Hatrið mun sigra
Hatrið mun sigra è un brano musicale del gruppo musicale islandese Hatari, realizzato nel 2019.

## Descrizione
Composto dai cantanti Klemens Nikulásson Hannigan e Matthías Tryggvi Haraldsson, il brano è stato presentato per la prima volta al Söngvakeppnin 2019, dove è risultato vincitore. Grazie alla vittoria nella manifestazione, gli Hatari hanno guadagnato il diritto a rappresentare l'Islanda all'Eurovision Song Contest 2019 a Tel Aviv, dove si sono classificati decimi ottenendo 232 punti, di cui 186 dal televoto e 46 dalle giurie; sono stati i più votati dal pubblico di Ungheria, Polonia e Finlandia.
All'annuncio del loro punteggio finale, il gruppo ha esposto sciarpe con scritte e colori della bandiera della Palestina.

## Formazione
Gruppo
- Einar Hrafn Stefánsson – percussioni, programmazione, sintetizzatore
- Klemens Nikulásson Hannigan – programmazione, sintetizzatore, voce
- Matthías Tryggvi Haraldsson – voce

Produzione
- Einar Hrafn Stefánsson – produzione, missaggio, ingegneria del suono
- Klemens Nikulásson Hannigan – produzione
- Friðfinnur "Oculus" Sigurðsson – mastering

## Successo commerciale
Il brano ha raggiunto il 2º posto della classifica islandese dei singoli, nonché la vetta della classifica radiofonica nazionale. A fine anno è risultata la 39º canzone di maggior successo, nonché la 16ª canzone più riprodotta su Spotify, la principale piattaforma di streaming a livello nazionale, grazie a 919 289 stream.

## Classifiche

### Classifiche settimanali
| Classifica (2019) | Posizione massima |
| ----------------- | ----------------- |
| Islanda           | 2                 |
| Lituania          | 17                |

### Classifiche di fine anno
| Classifica (2019) | Posizione |
| ----------------- | --------- |
| Islanda           | 39        |